# Sabetta

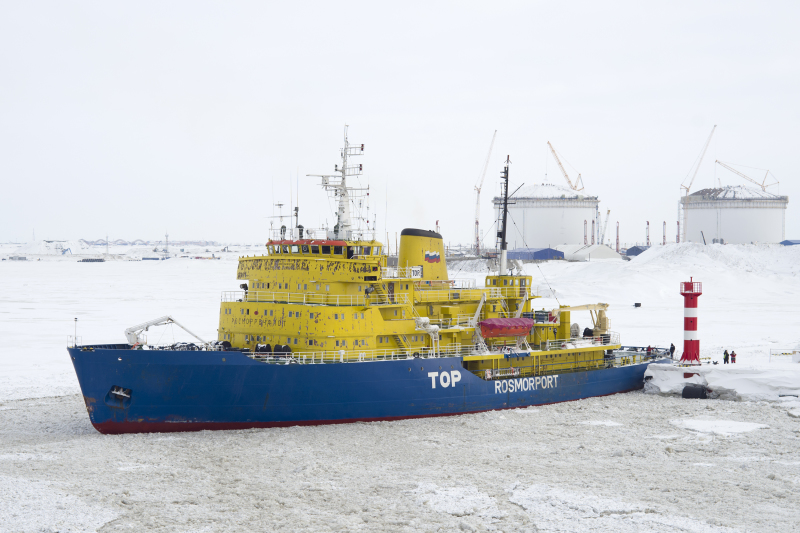
Den ryska isbrytaren Tor i hamnen i Sabetta, mars 2015

Sabetta (ryska:Сабетта) är ett litet samhälle på  Jamalhalvön i det autonoma distriktet Jamalo-Nentsien i Sibirien. Samhället, som grundades år 1980, ligger i anslutning till en anläggning för flytande naturgas. Känt under det lokala namnet Nenets Sabetta (världens ände) hade samhället bara ett tiotal invånare innan gasutvinningen började, men nu bor här 30 000.
Hamnen i Sabetta började byggas år 2013 Den kan hantera 30 miljoner ton gods om året och har kostat €1,8 miljarder  (EUR) att bygga. I december 2017 lastades den första tankbåten. Projektet har gynnats av att Nordostpassagen norr om Ryssland är öppen flera månader om året på grund av den globala uppvärmningen.
Det finns en internationell flygplats i Sabetta och en järnvägslinje från Bovanenko planeras.